# Lista afgańskich linii lotniczych
To jest lista linii lotniczych, które posiadają ważny certyfikat przewoźnika lotniczego wydany przez afgańskie Ministerstwo Transportu i Lotnictwa Cywilnego.

## Istniejące linie lotnicze
| Nazwa linii lotniczej  | Nazwa linii lotniczej (w języku paszto) | Zdjęcie | ICAO | IATA | Znak wywoławczy | Rozpoczęcie działalności |
| ---------------------- | --------------------------------------- | ------- | ---- | ---- | --------------- | ------------------------ |
| Ariana Afghan Airlines | د آریانا افغان هوایی شرکت               |         | AFG  | FG   | ARIANA          | 1955                     |
| Kam Air                | کام ایر                                 |         | KMF  | RQ   | KAMGAR          | 2003                     |